# ایستگاه رادار کوره‌جیک

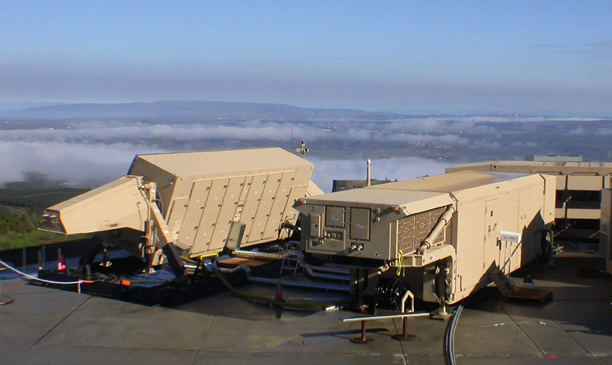

ایستگاه رادار کوره‌جیک (ترکی: Kürecik Radar Üssü، انگلیسی: Kürecik Radar Station) یک تأسیسات نظامی است که در شهر کوره‌جیک در استان ملطیه، جنوب‌شرقی ترکیه واقع شده‌است. این پایگاه در سال ۲۰۱۲ برای استفاده توسط ناتو به عنوان یک رادار هشدار دهنده اولیه در برابر حملات موشک بالستیک تأسیس شد.

## زمینه
طی اجلاس ناتو در لیسبون در نوامبر ۲۰۱۰، یک برنامه استراتژیک برای ایجاد یک سیستم دفاع موشکی بالستیک که تمام اعضای ائتلاف ناتو را پوشش می‌دهد، منعقد شد. به عنوان یک کشور عضو ناتو، دولت ترکیه نصب سیستم رادار با هشدار زودهنگام را در خاک خود تصویب کرد، اما اصرار داشت به شرطی که تمام اطلاعات جمع‌آوری شده در ایستگاه رادار صرفاً برای استفاده اعضای عضو ناتو استفاده شود. پس از امضای توافق‌نامه در مورد شرایط نهایی در سپتامبر ۲۰۱۱ مقامات ترکیه و آمریکا، محلی را در نزدیکی شهر کوره‌جیک در منطقه آقچه‌داغ در استان ملطیه به عنوان مکان امکان‌پذیر تعیین نمودند. در دهه ۱۹۶۰ این سایت میزبان یک پایگاه راداری برای نظارت بر حریم هوایی اتحاد جماهیر شوروی بود. کوره‌جیک در غرب ملطیه واقع شده‌است. ایستگاه رادار در ارتفاع ۲۰۸۵ متر در چات‌تپه قرار دارد.